# Харшлевелю

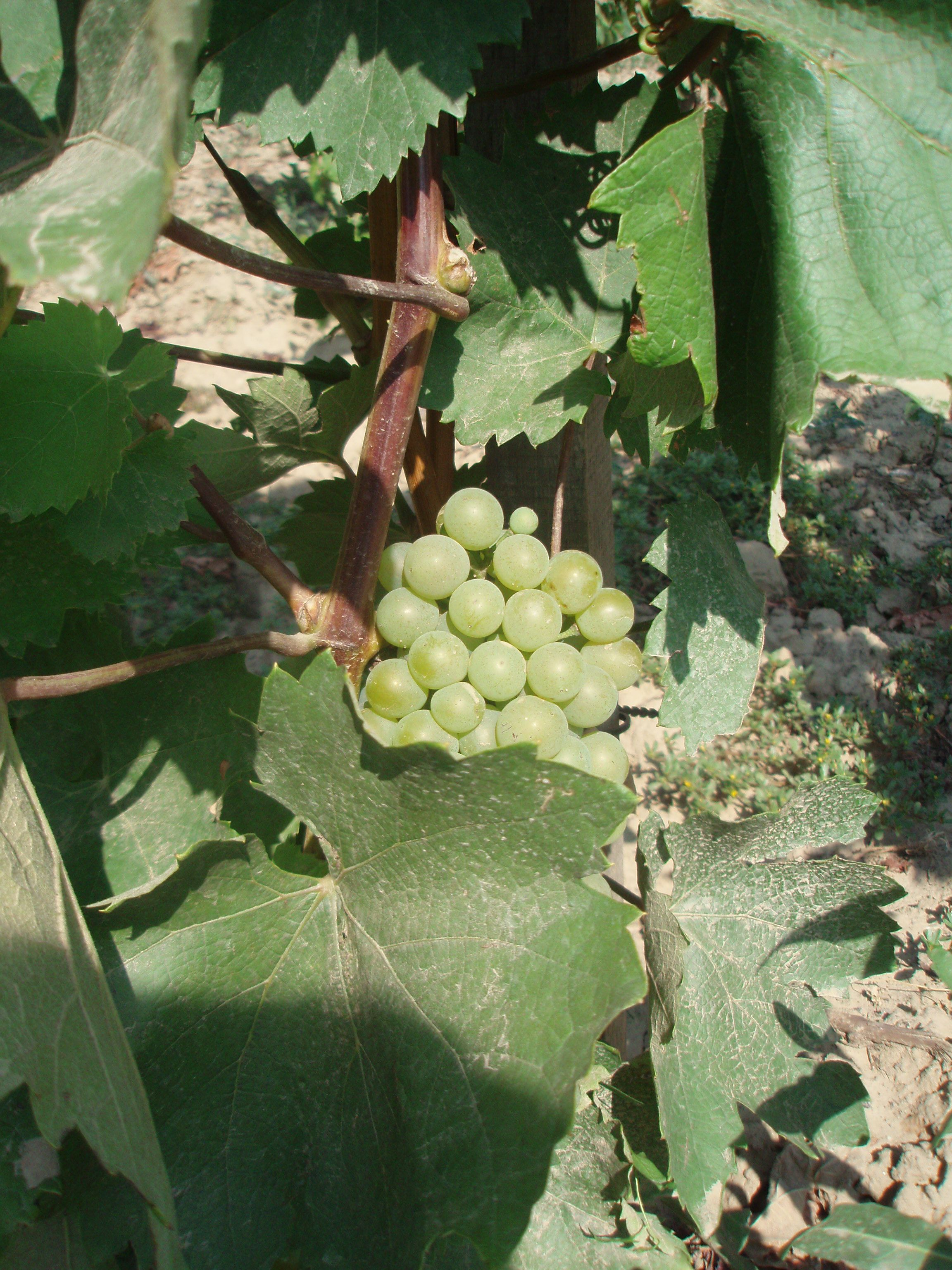
виноград Харшлевелю

Харшлевелю́ або Гарш Левелю́ (українською — Липовина, угорською — Hárslevelű, словацькою — Lipovina, німецькою — Lindenblättriger) — ароматний білий сорт винограду, підвид виду Виноград культурний (Vitis vinifera).
Назва сорту означає «липове листя». Сорт походить з Тисо-Дунайської низовини, культивується в Угорщині та Словаччині. Разом з сортом Фурмінт є основою для токайських вин (зазвичай солодких та вельми ароматних).
Існують незначні (близько 20 га) посадки сорту в Криму та Закарпатті, де з нього виробляють вина стилю токай.

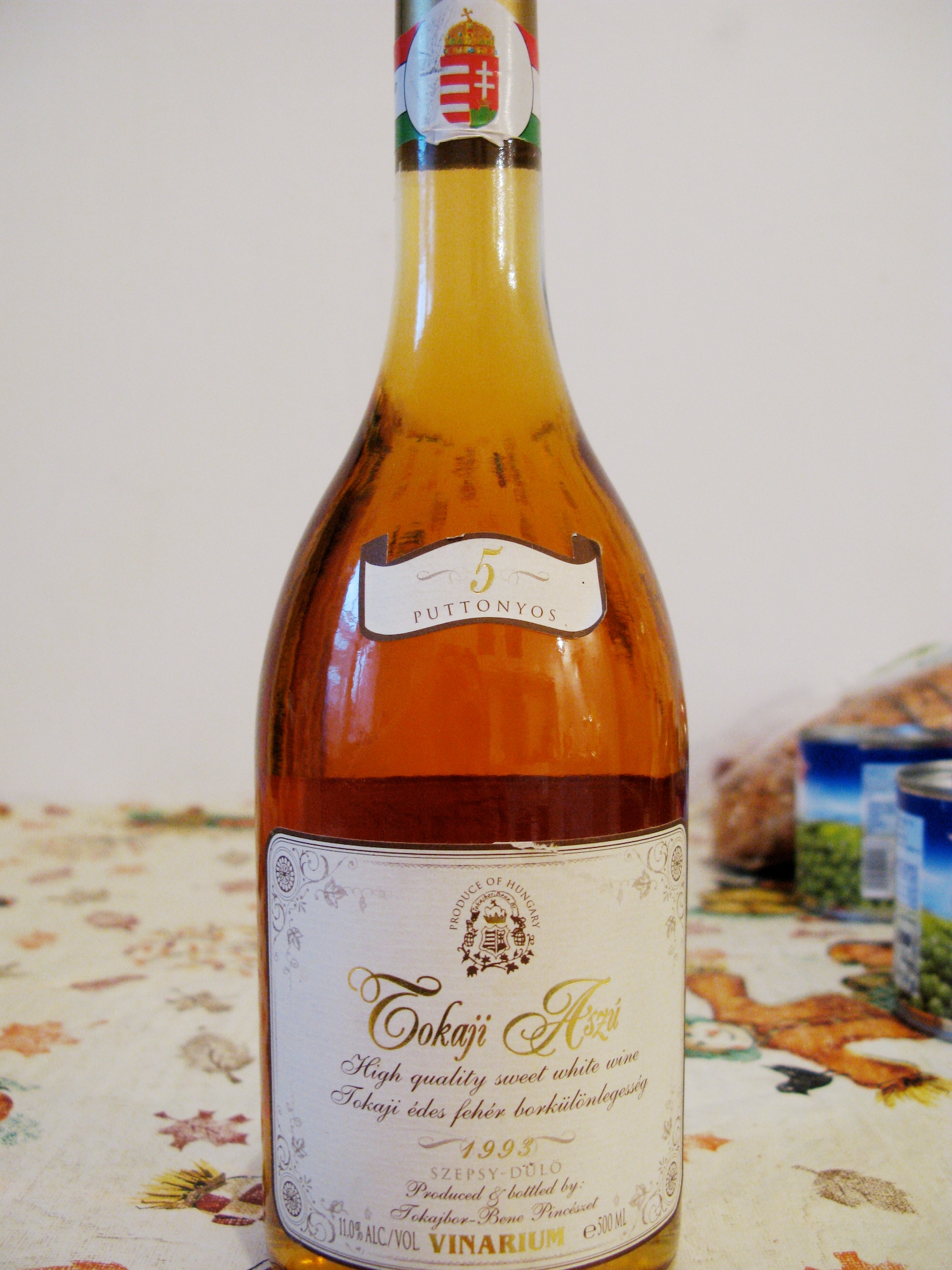
токайське вино

Смакові та ароматичні характеристики:
- класичні аромати: липовий мед, аніс, прянощі
- у словацьких місцевостях сорт менш ароматний та з помітними мінеральними тонами